# Эскадренные миноносцы типа «Аудас»
Тип «Аудас» (исп. Clase Audaz) — серия испанских лёгких эсминцев, позднее переклассифицированных во фрегаты. Были созданы на основе французских миноносцев / лёгких эсминцев «Ле Фьер», спроектированных ещё до Второй мировой войны и изначально отличались от своих современников отсутствием противолодочного вооружения. Всего с 1945 по 1965 год на верфях фирмы «Басан» было построено девять кораблей этого типа. По первоначальному проекту были достроены только первые четыре из них, но и они в 1959—1963 были переоборудованы в скоростные фрегаты ПЛО, а остальные пять были сразу завершены как фрегаты. За исключением «Арьете», разбившегося о берег в 1966 году, большинство эсминцев типа «Аудас» были сняты с вооружения в середине 1970-х годов, с появлением в ВМС Испании более современных эсминцев, лишь «Интрепидо» оставался в строю до 1982 года.
Водоизмещение: 1106 т стандартное, 1474 т полное
Энергетическая установка: 3 котла, 2 турбины типа «Рато-Бретань»

## Представители
| Название            | Номер | Закладка         | Спуск на воду    | Вступление в строй | Судьба                                     |
| ------------------- | ----- | ---------------- | ---------------- | ------------------ | ------------------------------------------ |
| Аудас Audaz         | D-31  | 26 сентября 1945 | 24 января 1951   | 30 июня 1953       | снят с вооружения в 1974                   |
| Осадо Osado         | D-32  | 3 августа 1945   | 4 сентября 1951  | 26 января 1955     | снят с вооружения в 1972                   |
| Метеоро Meteoro     | D-33  | 3 августа 1945   | 4 сентября 1951  | 30 ноября 1955     | снят с вооружения в 1975                   |
| Фурор Furor         | D-34  | 3 августа 1945   | 24 февраля 1955  | 9 сентября 1960    | снят с вооружения в 1974                   |
| Райо Rayo           | D-35  | 3 августа 1945   | 4 сентября 1951  | 26 января 1956     | снят с вооружения в 1974                   |
| Арьете Ariete       | D-36  | 3 августа 1945   | 24 февраля 1955  | 7 февраля 1961     | разбился о берег и затонул 25 февраля 1966 |
| Темерарио Temerario | D-37  | 14 июля 1955     | 29 марта 1960    | 16 марта 1964      | снят с вооружения в 1975                   |
| Интрепидо Intrépido | D-38  | 14 июля 1955     | 15 февраля 1961  | 25 марта 1965      | снят с вооружения в 1982                   |
| Релампаго Relámpago | D-39  | 14 июля 1955     | 26 сентября 1961 | 7 июля 1965        | снят с вооружения в 1975                   |